# ۲۳۱ (عدد)
۲۳۱ یک عدد طبیعی است که بعد از ۲۳۰ و قبل از ۲۳۲ قرار دارد.